# 위상 함자
범주론과 일반위상수학에서 위상 함자(位相函子, 영어: topological functor)는 위상 공간의 범주에서 집합 범주로 가는 망각 함자와 여러 유사한 성질을 보이는 함자이다. 구체적으로, 주어진 집합을 정의역으로 하는 함수들로 유도되는 "가장 엉성한 구조" 및 주어진 집합을 공역으로 하는 함수들로 유도되는 "가장 섬세한 구조"가 유일하게 존재한다. 올범주의 개념에서, 사상을 임의의 원천으로 일반화하여 강화시킨 개념이다.:407, §1

## 정의

### 원천과 흡입
범주 {\displaystyle {\mathcal {E}}}의 원천(源泉, 영어: source 소스[*]) {\displaystyle (X,(Y_{i})_{i\in I},(f_{i}\colon X\to Y_{i})_{i\in I})}은 다음과 같은 데이터로 구성된다.:125, Definition 1.1(1)
- {\displaystyle X\in {\mathcal {E}}}는 대상이다.
- {\displaystyle (Y_{i})_{i\in I}\subseteq {\mathcal {E}}}는 {\displaystyle {\mathcal {E}}}의 대상들의 모임이다. (이 모임은 고유 모임일 수 있다.)
- {\displaystyle (f_{i}\colon X\to Y_{i})_{i\in I}}는 {\displaystyle {\mathcal {E}}}의 사상들의 모임이다.

마찬가지로, {\displaystyle {\mathcal {E}}}의 흡입(吸入, 영어: sink 싱크[*]) {\displaystyle (X,(Y_{i})_{i\in I},(f_{i}\colon Y_{i}\to X)_{i\in I})}은 다음과 같은 데이터로 구성된다.
- {\displaystyle X\in {\mathcal {E}}}는 대상이다.
- {\displaystyle (Y_{i})_{i\in I}\subseteq {\mathcal {E}}}는 {\displaystyle {\mathcal {E}}}의 대상들의 모임이다. (이 모임은 고유 모임일 수 있다.)
- {\displaystyle (f_{i}\colon Y_{i}\to X)_{i\in I}}는 {\displaystyle {\mathcal {E}}}의 사상들의 모임이다.

만약 {\displaystyle I}가 공집합이라면, 원천 {\displaystyle (f_{i}\colon X\to Y_{i})_{i\in I}}은 단순히 대상 {\displaystyle X}이며, 만약 {\displaystyle I}가 한원소 집합이라면 원천은 단순히 사상 {\displaystyle X\to Y}이다.

### 시작 원천과 끝 흡입
범주 {\displaystyle {\mathcal {E}}}의 원천 {\displaystyle (f_{i}\colon X\to Y_{i})_{i\in I}} 및 함자 {\displaystyle \Pi \colon {\mathcal {E}}\to {\mathcal {B}}}가 주어졌다고 하자. 만약 {\displaystyle (f_{i}\colon X\to Y_{i})_{i\in I}}가 다음 보편 성질을 만족시킨다면, {\displaystyle (f_{i})_{i\in I}}를 {\displaystyle \Pi }-시작 원천(始作源泉, 영어: initial source)이라고 한다.:Definition 2.1(1)
- 임의의 대상 {\displaystyle X'\in {\mathcal {E}}} 및 사상 {\displaystyle {\hat {g}}\colon \Pi (X')\to \Pi (X)} 및 사상족 {\displaystyle (f'_{i}\colon X'\to Y_{i})_{i\in I}}에 대하여, {\displaystyle \forall i\in I\colon \Pi (f_{i})\circ {\hat {g}}=\Pi (f'_{i})}라면, {\displaystyle {\hat {g}}=\Pi (g)}이자 {\displaystyle \forall i\in I\colon f_{i}\circ g=f'_{i}}인 {\displaystyle g\colon X'\to X}가 유일하게 존재한다.
{\displaystyle {\begin{matrix}{\mathcal {E}}&\qquad {\overset {\Pi }{\to }}\qquad &{\mathcal {B}}\\\hline {\begin{matrix}X'\\{\scriptstyle \exists !g}\downarrow {\color {White}\scriptstyle \exists !g}&\searrow \!\!^{f'_{i}}\!\!\!\!\!\!\\X&{\underset {f_{i}}{\to }}&Y_{i}\end{matrix}}&\qquad {\overset {\Pi }{\mapsto }}\qquad &{\begin{matrix}\Pi X'\\{\scriptstyle {\hat {g}}}\downarrow {\color {White}\scriptstyle {\hat {g}}}&\searrow \!\!^{\Pi f'_{i}}\!\!\!\!\!\!\\\Pi X&{\underset {\Pi f_{i}}{\to }}&\Pi Y_{i}\end{matrix}}\end{matrix}}}

마찬가지로, 그 쌍대 개념인 {\displaystyle \Pi }-끝 흡입(-吸入, 영어: {\displaystyle \Pi }-final sink)을 정의할 수 있다.
만약 {\displaystyle I}가 한원소 집합이라면, 시작 원천은 데카르트 사상이라고 한다.

### 올림
두 범주 {\displaystyle {\mathcal {E}}}, {\displaystyle {\mathcal {B}}} 사이의 함자 {\displaystyle \Pi \colon {\mathcal {E}}\to {\mathcal {B}}}가 주어졌다고 하자. {\displaystyle {\mathcal {B}}}의 원천 {\displaystyle ({\hat {f}}_{i}\colon {\hat {X}}\to {\hat {Y}}_{i})_{i\in I}}에서, 만약 {\displaystyle {\hat {Y}}_{i}=\Pi (Y_{i})}인 {\displaystyle Y_{i}\in {\mathcal {E}}}가 존재한다면, 원천 {\displaystyle ({\hat {f}}_{i}\colon {\hat {X}}\to {\hat {Y}}_{i})_{i\in I}}를 {\displaystyle \Pi }-구조 원천(構造源泉, 영어: {\displaystyle \Pi }-structured source)이라고 한다.:128, Definition 1.1(2) 마찬가지로 {\displaystyle \Pi }-구조 흡입(構造吸入, 영어: {\displaystyle \Pi }-structured sink)을 정의한다.
{\displaystyle \Pi }-구조 원천 {\displaystyle ({\hat {f}}_{i}\colon {\hat {X}}\to \Pi (Y_{i}))_{i\in I}}의 올림은 {\displaystyle \Pi (X)={\hat {X}}}이자 {\displaystyle \forall i\in I\colon \Pi (f_{i})={\hat {f}}_{i}}인  {\displaystyle {\mathcal {E}}}-원천 {\displaystyle (f_{i}\colon {\hat {X}}\to Y_{i})_{i\in I}}이다.
{\displaystyle {\begin{matrix}{\mathcal {E}}&\qquad {\overset {\Pi }{\to }}\qquad &{\mathcal {B}}\\\hline {\begin{matrix}\exists X\\{\scriptstyle \exists f_{i}}\downarrow {\color {White}\scriptstyle \exists f_{i}}\\Y_{i}\end{matrix}}&\qquad {\overset {\Pi }{\mapsto }}\qquad &{\begin{matrix}{\hat {X}}\\{\scriptstyle {\hat {f}}_{i}}\downarrow {\color {White}\scriptstyle {\hat {f}}_{i}}\\\Pi Y_{i}\end{matrix}}\end{matrix}}}
{\displaystyle \Pi }-구조 흡입의 올림 역시 마찬가지로 정의된다.
시작 올림 또는 끝 올림은 보편 성질에 의하여 정의되므로, 이들은 만약 존재한다면 유일한 동형 사상 아래 유일하다.
임의의 {\displaystyle \Pi }-구조 원천 {\displaystyle ({\hat {X}}\to \Pi (Y_{i}))_{i\in I}}이 만약 시작 원천 {\displaystyle (X\to Y_{i})_{i\in I}}을 갖는다면, {\displaystyle X}를 원천 {\displaystyle ({\hat {X}}\to \Pi (Y_{i}))_{i\in I}}에 대한 {\displaystyle {\hat {X}}}의 시작 {\displaystyle {\mathcal {E}}}-구조(始作構造, 영어: initial {\displaystyle {\mathcal {E}}}-structure)라고 한다. 마찬가지로, {\displaystyle \Pi }-구조 흡입에 대한 끝 {\displaystyle {\mathcal {E}}}-구조(-構造, 영어: final {\displaystyle {\mathcal {E}}}-structure)를 정의할 수 있다.

### 위상 함자
함자 {\displaystyle \Pi \colon {\mathcal {E}}\to {\mathcal {B}}}에 대하여 다음 두 조건이 서로 동치이며, 이를 만족시키는 함자를 위상 함자(영어: topological functor)라고 한다.:128, Definition 2.1(3):29–30, §2:4, Definition 2.12
- 모든 {\displaystyle \Pi }-구조 원천이 시작 올림을 갖는다. 즉, 시작 구조가 항상 존재한다.
- 모든 {\displaystyle \Pi }-구조 흡입이 끝 올림을 갖는다. 즉, 끝 구조가 항상 존재한다.

위와 같은 원천의 올림 대신, 풍성한 범주 이론을 사용하여 위상 함자의 개념을 다르게 정의할 수도 있다.
구체적 범주 {\displaystyle ({\mathcal {E}},F)}에서, 만약 {\displaystyle F\colon {\mathcal {E}}\to \operatorname {Set} }가 위상 함자라면, 이를 위상 구체적 범주(位相具體的範疇, 영어: topological concrete category)라고 하며, 흔히 위상 범주(位相範疇, 영어: topological category)로 줄여 부른다.

## 성질
모든 위상 함자는 충실한 함자이다.:129, Theorem 3.1
위상 함자 {\displaystyle \Pi \colon {\mathcal {E}}\to {\mathcal {B}}}에 대하여, 다음 세 조건이 서로 동치이다.
- 모든 구조 원천이 유일한 시작 올림을 갖는다.
- 모든 구조 흡입이 유일한 끝 올림을 갖는다.
- 모든 엉성함 원순서들은 부분 순서들이다. 즉, 만약 {\displaystyle f\colon X\to Y}와 {\displaystyle g\colon Y\to X}가 {\displaystyle {\mathcal {E}}}의 사상이며, {\displaystyle \Pi (X)=\Pi (Y)={\hat {X}}}이며 {\displaystyle \Pi (f)=\Pi (g)=\operatorname {id} _{\hat {X}}}라면, {\displaystyle X=Y}이다.

(이 조건은 범주의 동치에 의하여 보존되지 않는 성질이다.)
{\displaystyle {\mathsf {P}}}가 다음 네 성질 가운데 하나라고 하자.
- 완비 범주
- 쌍대 완비 범주
- 정멱 범주
- 쌍대 정멱 범주

위상 함자 {\displaystyle \Pi \colon {\mathcal {E}}\to {\mathcal {B}}}에 대하여, 만약 {\displaystyle {\mathcal {B}}}가 {\displaystyle {\mathsf {P}}}라면, {\displaystyle {\mathcal {E}}} 역시 {\displaystyle {\mathsf {P}}}이다.
임의의 범주 {\displaystyle {\mathcal {E}}}에 대하여, 위상 함자 {\displaystyle {\mathcal {E}}\to \operatorname {Set} }들은 자연 동형 아래 유일하다.:6, Corollary 2.2

## 예
다음과 같은 구체적 범주들의 망각 함자는 위상 함자이다.
- 집합과 함수의 범주 {\displaystyle \operatorname {Set} }[4]:2, Example 2.1(25)
- 위상 공간과 연속 함수의 범주 {\displaystyle \operatorname {Top} }[4]:2, Example 2.1(1)
- 콜모고로프 공간과 연속 함수의 범주 {\displaystyle \operatorname {KolmTop} }[4]:2, Example 2.1(17)
- T1 공간과 연속 함수의 범주 {\displaystyle \operatorname {T_{1}Top} }[4]:2, Example 2.1(18)
- 하우스도르프 공간과 연속 함수의 범주 {\displaystyle \operatorname {HausTop} }[4]:2, Example 2.1(19)
- 콤팩트 하우스도르프 공간과 연속 함수의 범주 {\displaystyle \operatorname {CompHausTop} }[4]:2, Example 2.1(21)
- 균등 공간과 균등 연속 함수의 범주 {\displaystyle \operatorname {Unif} }[4]:2, Example 2.1(2)
- 가측 공간과 가측 함수의 범주 {\displaystyle \operatorname {Measble} }
- 원순서 집합과 순서 보존 함수의 범주 {\displaystyle \operatorname {Proset} }[4]:2, Example 2.1(14)
- 부분 순서 집합과 순서 보존 함수의 범주 {\displaystyle \operatorname {Poset} }[4]:2, Example 2.1(15)
- 확장 유사 거리 공간과 상수 1의 립시츠 연속 함수의 범주 {\displaystyle \operatorname {\infty pMet} }[6]:233, Proposition B.1.2
- 로비어 공간과 상수 1의 립시츠 연속 함수의 범주 {\displaystyle \operatorname {\infty qpMet} }[6]:233, Proposition B.1.2

다음과 같은 구체적 범주들의 망각 함자는 위상 함자가 아니다.
- 차분한 공간과 연속 함수의 범주 {\displaystyle \operatorname {SoberTop} }
- 정규 공간과 연속 함수의 범주 {\displaystyle \operatorname {NormTop} }
- 정규 하우스도르프 공간과 연속 함수의 범주 {\displaystyle \operatorname {NormHausTop} }
- 장소와 장소 사상의 범주 {\displaystyle \operatorname {Loc} }
- 매끄러운 다양체와 매끄러운 함수의 범주 {\displaystyle \operatorname {Diff} }

### 위상 공간
위상 공간의 경우, 시작 구조와 끝 구조는 각각 시작 위상(始作位相, 영어: initial topology)과 끝 위상(-位相, 영어: final topology)이라고 불린다.
즉, 집합 {\displaystyle X}와 위상 공간들의 족 {\displaystyle (Y_{i})_{i\in I}} 및 함수족 {\displaystyle (f_{i}\colon X\to Y_{i})_{i\in I}}가 주어졌다고 하자. ({\displaystyle I}는 고유 모임일 수 있다.) 그렇다면, {\displaystyle X} 위의 시작 위상은 {\displaystyle f_{i}}들을 모두 연속 함수로 만드는 가장 엉성한 위상이다. 구체적으로, {\displaystyle X}의 시작 위상은 다음과 같은 부분 기저로 정의된다.
{\displaystyle \bigcup _{i\in I}\{f_{i}^{-1}(U)\mid U\in \operatorname {Open} (Y_{i})\}}
여기서 {\displaystyle \operatorname {Open} (Y_{i})}는 {\displaystyle Y_{i}}의 위상(열린집합들의 족)이다.
마찬가지로,  집합 {\displaystyle X}와 위상 공간들의 족 {\displaystyle (Y_{i})_{i\in I}} 및 함수족 {\displaystyle (f_{i}\colon Y_{i}\to X)_{i\in I}}가 주어졌다고 하자. ({\displaystyle I}는 고유 모임일 수 있다.) 그렇다면, {\displaystyle X} 위의 끝 위상은 {\displaystyle f_{i}}들을 모두 연속 함수로 만드는 가장 섬세한 위상이다. 구체적으로, {\displaystyle X}의 끝 위상은 다음과 같다.
{\displaystyle U\in \operatorname {Open} (X)\iff \forall i\in I\colon f^{-1}(U)\in \operatorname {Open} (Y_{i})}

### 가측 공간
집합 {\displaystyle X}와 가측 공간들의 족 {\displaystyle (Y_{i},\Sigma _{i})_{i\in I}} 및 함수족 {\displaystyle (f_{i}\colon X\to Y_{i})_{i\in I}}가 주어졌다고 하자. ({\displaystyle I}는 고유 모임일 수 있다.) 그렇다면 {\displaystyle X} 위의 시작 시그마 대수(영어: initial sigma-algebra)는 {\displaystyle f_{i}}들을 모두 가측 함수로 만드는 가장 엉성한 시그마 대수이다. 구체적으로, {\displaystyle X}의 시작 시그마 대수는
{\displaystyle \bigcup _{i\in I}\{f_{i}^{-1}(S)\mid S\in \Sigma _{i}\}}
로 생성된다.
마찬가지로, 집합 {\displaystyle X}와 가측 공간들의 족 {\displaystyle (Y_{i},\Sigma _{i})_{i\in I}} 및 함수족 {\displaystyle (f_{i}\colon Y_{i}\to X)_{i\in I}}가 주어졌다고 하자. ({\displaystyle I}는 고유 모임일 수 있다.) 그렇다면 {\displaystyle X} 위의 끝 시그마 대수(영어: final sigma-algebra)는 {\displaystyle f_{i}}들을 모두 가측 함수로 만드는 가장 섬세한 시그마 대수이다. 구체적으로, {\displaystyle X}의 끝 시그마 대수 {\displaystyle \Sigma }는 다음과 같다.
{\displaystyle S\in \Sigma \iff \forall i\in I\colon f^{-1}(S)\in \Sigma _{i}}

### 균등 공간
집합 {\displaystyle X}와 균등 공간들의 족 {\displaystyle (Y_{i},{\mathcal {E}}_{i})_{i\in I}} 및 함수족 {\displaystyle (f_{i}\colon X\to Y_{i})_{i\in I}}가 주어졌다고 하자. ({\displaystyle I}는 고유 모임일 수 있다.) 그렇다면 {\displaystyle X} 위의 시작 균등 구조(영어: initial uniform structure)는 {\displaystyle f_{i}}들을 모두 균등 연속 함수로 만드는 가장 엉성한 균등 공간 구조이다. 구체적으로, {\displaystyle X}의 시작 균등 구조는
{\displaystyle \bigcup _{i\in I}\{f_{i}^{-1}(E)\mid E\in {\mathcal {E}}_{i}\}}
로 생성된다.
마찬가지로, 집합 {\displaystyle X}와 균등 공간들의 족 {\displaystyle (Y_{i},{\mathcal {E}}_{i})_{i\in I}} 및 함수족 {\displaystyle (f_{i}\colon Y_{i}\to X)_{i\in I}}가 주어졌다고 하자. ({\displaystyle I}는 고유 모임일 수 있다.) 그렇다면 {\displaystyle X} 위의 끝 균등 구조(영어: final uniform structure)는 {\displaystyle f_{i}}들을 모두 균등 연속 함수로 만드는 가장 섬세한 균등 공간 구조이다. 구체적으로, {\displaystyle X}의 끝 균등 구조 {\displaystyle {\mathcal {E}}}는 다음과 같다.
{\displaystyle E\in {\mathcal {E}}\iff \forall i\in I\colon f_{i}^{-1}(E)\in {\mathcal {E}}_{i}}

### 유계형 집합
집합 {\displaystyle X}와 유계형 집합들의 족 {\displaystyle (Y_{i},{\mathcal {B}}_{i})_{i\in I}} 및 함수족 {\displaystyle (f_{i}\colon X\to Y_{i})_{i\in I}}가 주어졌다고 하자. ({\displaystyle I}는 고유 모임일 수 있다.) 그렇다면 {\displaystyle X} 위의 시작 유계형(영어: initial bornology)은 {\displaystyle f_{i}}들을 모두 유계형 함수로 만드는 가장 엉성한 유계형이다. 구체적으로, {\displaystyle X}의 시작 유계형은 다음과 같다.
{\displaystyle B\in {\mathcal {B}}\iff \forall i\in I\colon f_{i}(B)\in {\mathcal {B}}_{i}}
마찬가지로, 집합 {\displaystyle X}와 유계형 집합들의 족 {\displaystyle (Y_{i},{\mathcal {B}}_{i})_{i\in I}} 및 함수족 {\displaystyle (f_{i}\colon Y_{i}\to X)_{i\in I}}가 주어졌다고 하자. ({\displaystyle I}는 고유 모임일 수 있다.) 그렇다면 {\displaystyle X} 위의 끝 유계형(영어: final bornology)은 {\displaystyle f_{i}}들을 모두 유계형 함수로 만드는 가장 섬세한 유계형이다. 구체적으로, {\displaystyle X}의 끝 유계형은
{\displaystyle \bigcup _{i\in I}\{f_{i}(B)\colon B\in {\mathcal {B}}_{i}\}}
로 생성된다.

### 원순서 집합
집합 {\displaystyle X}와 원순서 집합들의 족 {\displaystyle (Y_{i},\lesssim _{i})_{i\in I}} 및 함수족 {\displaystyle (f_{i}\colon X\to Y_{i})_{i\in I}}가 주어졌다고 하자. ({\displaystyle I}는 고유 모임일 수 있다.) 그렇다면 {\displaystyle X} 위의 시작 원순서(영어: initial preorder)는 {\displaystyle f_{i}}들을 모두 순서 보존 함수로 만드는 가장 엉성한 원순서이다. 구체적으로, {\displaystyle X}의 시작 원순서는 다음과 같다.
{\displaystyle a\lesssim b\iff \forall i\in I\colon f_{i}(a)\lesssim _{i}f_{i}(b)}
마찬가지로, 집합 {\displaystyle X}와 원순서 집합들의 족 {\displaystyle (Y_{i},\lesssim _{i})_{i\in I}} 및 함수족 {\displaystyle (f_{i}\colon Y_{i}\to X)_{i\in I}}가 주어졌다고 하자. ({\displaystyle I}는 고유 모임일 수 있다.) 그렇다면 {\displaystyle X} 위의 끝 원순서(영어: final preorder)는 {\displaystyle f_{i}}들을 모두 순서 보존 함수로 만드는 가장 섬세한 원순서이다. 구체적으로, {\displaystyle X}의 끝 원순서 {\displaystyle \lesssim }는
{\displaystyle \bigcup _{i\in I}\{(f_{i}(a),f_{i}(b))\colon a\lesssim _{i}b,\;a,b\in Y_{i}\}}
로 생성된다.

## 역사
1974년에 호르스트 헤를리히(독일어: Horst Herrlich, 1937~2015)가 도입하였다.